# 言葉の森
「言葉の森」（ことばのもり）は、日本のバンド藍坊主の7枚目のシングルである。2008年3月12日発売。発売元はトイズファクトリー。

## 概要
- 前作から10ヶ月ぶりとなるシングル。
- CD-EXTRA仕様で「言葉の森」のPVを収録。

## 収録曲
1. 言葉の森(4:54)
作詞・作曲：藤森真一、編曲：藍坊主
藤森が単独で作詞作曲を手掛けたシングル曲は『スプーン』以来となる。
2. コンセント(4:20)
作詞・作曲：佐々木健太、編曲：藍坊主

## 収録アルバム
- オリジナル『フォレストーン』（2008年4月2日）